# Султан Алі Кештманд
Султан Алі Кештманд (22 травня 1935 , Кабул ) — афганський державний, політичний та партійний діяч, міністр планування (1978 та 1980–1982) і прем'єр-міністр Афганістану (1981–1988 та 1989–1990), перший віце-президент (1990–1991), член політбюро ЦК НДПА, член політбюро та президії Революційної ради, секретар ЦК НДПА.

## Біографія

### Ранні роки
Султан Алі Кештманд народився 22 травня 1935 року в містечку Чахардех провінції Кабул в хазарейській родині дуканщика (власник крамниці) шиїта Наджафа Алі. 1961 року він закінчив економічний факультет Кабульського університету. Під час навчання у 1960 році Кештманд вступив до підпільного гуртку Кармаля. У січні 1965 року брав участь у першому установчому з'їзді НДПА, на якому був обраний членом ЦК НДПА, але того ж року його було заарештовано за організацію та керівництво масовими антиурядовими демонстраціями, пробувши у в'язниці близько року.
У 1965 та 1969 роках Кештманд балотувався від округу міста Кабул до нижньої палати парламенту — Вулусі Джиргу, але зазнав поразки. У період з 1967 до 1968 року він працював генеральним директором економічного департаменту Міністерства гірничих справ та промисловості. Під час розколу НДПА Султан Алі Кештманд долучився до фракції «Парчам». Після возз'єднання партії 1977 року його обрали членом Політбюро ЦК НДПА і членом Комісії з теорії, агітації та пропаганди.

### На державній службі
Після Квітневої революції 27 квітня 1978 року, коли військовики скинули режим президента Дауда і до влади прийшла партія НДПА, Кештманд увійшов до складу Революційної ради ДРА і був призначений міністром планування, але вже за три місяці його було знято з усіх постів і заарештовано за підозрою у змові з метою скидання Таракі. Його засудили до смертної кари, але вирок за наполяганням радянського уряду замінили на довічне ув'язнення, а 7 жовтня — на 15-річне тюремне ув'язнення. Начальник Служби безпеки тих часів Асадулла Сарварі особисто брав участь у тортурах Кештманда.
Після введення радянських військ в Афганістан у грудні 1979 року й усунення режиму халькістів, Кештманд був звільнений з в'язниці та відновлений як член Політбюро ЦК НДПА, а вже 10 січня 1980 року посів посаду заступника прем'єр-міністра й міністра планування, залишаючись на цьому посту до квітня 1982 року. Одночасно з 1980 до 1981 року був заступник голови Революційної ради.
У червні 1981 року Султан Алі Кештманд був призначений прем'єр-міністром країни, а у серпні того ж року був введений до Ради оборони, в якій очолив комітет із забезпечення безперебійної роботи комунікацій страны. У травні 1988 року Кештманд пішов у відставку з посту глави уряду, поступившись постом прем'єр-міністра безпартійному політичному діячу Мухаммеду Хасану Шарку. З 22 червня 1988 до червня 1990 року — секретар ЦК НДПА. 20 лютого 1989 року у зв'язку із запровадженням надзвичайного стану після виведення радянських військ з Афганістану президент Наджибулла відправив у відставку уряд Шарка та призначив Кештманда заступником голови Вищої ради оборони батьківщини та головою виконавчого комітету ради міністрів. 13 травня 1990 року Кештманда було затверджено на посаді першого віце-президента, а після того як у червні партія НДПА трансформувалась у партію Батьківщини, його було обрано членом Виконавчого комітету ЦК Партії Батьківщини.
У квітні 1991 року добровільно пішов у відставку з усіх постів, а 16 липня оголосив про вихід з партії Батьківщини, мотивуючи це небажанням «перелаштовуватись». 7 лютого 1992 року Кештманда було важко поранено в результаті замаху, який міг бути наслідком гострого конфлікту в афганській правлячій еліті напередодні краху режиму Наджибулли.

## Мемуарист
Автор мемуарів у трьох томах «Політичні записи й історичні події» (Велика Британія, англійською мовою, 2003). У них він захищає діяльність НДПА та свого уряду, а також введення радянських військ до країни. Остання оцінка є дуже непопулярною в Афганістані, може бути пояснена тим, що усунення Аміна дозволило Кештманду вийти з в'язниці. Окрім того, Кештманд остерігався захоплення влади в Афганістані військовими колами Пакистану. Втім, тривале перебування радянських військ в Афганістані, на думку автора, було серйозною помилкою.
Кештманд стверджує, що НДПА зробила дуже багато для робочого класу країни і тільки її можна назвати «волелюбним і патріотичним рухом» у новітній історії Афганістану. Однак, на його думку, в останній період свого існування НДПА перетворилась на бюрократичну організацію, що не мала ідеології (партію Батьківщини).

## Родина
Його дружина Каріма входила до складу НДПА й у 1980-х роках була секретарем Демократичної організації жінок Афганістану. Один із братів Султана Алі Кештманда — Хамід навчався в Університеті Дружби народів ім. П.Лумумби в Москві. Два інших брати Абдулла й Асадулла здобули вищу освіту у Франції, причому Абдулла Кештманд 1984 року став тимчасовим повіреним Афганістану у Франції й одружився з француженкою, а Асадулла Кештманд працював з 1980 року співробітником, з 1982 року — заступником завідувача Міжнародним відділом ЦК НДПА, а у 1986 році був призначений тимчасовим повіреним Афганістану в Ірані.
Ще один брат — Хасан Алі Таеб працював з 1980 року заступником міністра громадських робіт Афганістану. Сестра Кештманда — Джаміля, була дружиною творця й лідера Революційної організації трудящих Афганістану (РОТА) Тахера Бадахші, працювала секретарем Всеафганської ради жінок, потім співробітником посольства Афганістану в НДР.